# Josip Salač
Josip Salač (Daruvar, 22. siječnja 1908. – 19. prosinca 1975.) – hrvatski teolog češkog porijekla, pomoćni biskup zagrebački
Rodio se u Daruvaru, 22. siječnja 1908. u obitelji češkog porijekla. Njegovo rodno mjesto je središte Čeha u Hrvatskoj. Završio je srednju školu u Novoj Gradiški 1926. godine. Kratko vrijeme radio je na pošti u Zagrebu, dok se nije odlučio za svećenički poziv. Zavšio je studij bogoslovije u Zagrebu 1932. godine. Od te godine je i član Franjevačkog svjetovnog reda. Jedno kraće vrijeme, bio je kapelan u Daruvaru, a zatim katehet na gimnazijama u Zagrebu. Doktorirao je na Bogoslovnom fakultetu u Zagrebu 1942. godine. 
Imao je službu duhovnika na Bogosloviji, predavača na Bogoslovnom fakultetu i vicerektora na Bogoslovnom sjemeništu. Krajem 1950. godine, jugoslavenske vlasti uhitile su ga, pod optužbom, da je širio propagandu i savjetovao bogoslovima, da ne glasuju na izborima. Bio je u zatvoru u Staroj Gradiški do 29. studenog 1953. godine, kada je pomilovan.
Godine 1970., papa Pavao VI. proglasio ga je pomoćnim biskupom zagrebačkim. Također je imenovan generalnim vikarom, v. d. rektora Bogoslovije, arhiđakonom turopoljskim i vikarom za sjemenište.
Bio je odličan pedagog i svećenik.
Umro je 19. prosinca 1975. godine.